# Niklas Leavy
Per Niklas Gårdfeldt Leavy, född 1972, är en svensk lärare, författare och förläggare.
Leavy, som är förläggare för pedagogik på Natur & Kultur, debuterade 2018 med spänningsromanen Nattviol och utgav 2021 barnboken Vargöga.